# 瓯北街道
瓯北街道是中华人民共和国浙江省温州市永嘉县下辖的一个街道办事处。
2016年2月3日，温州市人民政府批复同意撤销江北街道、东瓯街道，合并设立瓯北街道。调整后，瓯北街道辖12个社区、26个行政村，办事处驻双塔路1028号。

## 行政区划
瓯北街道下辖以下村级行政区划单位：
楠江社区、镇西社区、清水埠社区、双塔社区、襟江社区、江北街社区、金瓯社区、创新社区、永宁社区、滨江社区、阳光社区、花岙村、罗浮村、浦一村、马岙村、白水村、珠岙村、浦二村、塘头村、浦西村、东方村、蔡桥村、龙桥村、码道村、新桥村、王家坞村、前牌村、东瓯社区、和三村、和二村、和一村、礁下村、堡二村、堡一村、林垟村、五星村、河田村和安丰村。